# Фассетт, Корнелия
Корнелия Фассетт (англ. Cornelia Fassett, полное имя Cornelia Adele Strong Fassett; 9 ноября 1831, Оваско, Нью-Йорк, США — 4 января 1898, Вашингтон, США) — американская художница, известная своими портретами политиков.
Самая известная её работа — картина «Дело Флориды, рассматриваемое избирательной комиссией» («The Florida Case Before the Electoral Commission»).

## Биография
Родилась 9 ноября 1831 года в городе Оваско, штат Нью-Йорк, и была третьим из шести детей в семье Уолтера Стронга и его жены Сары Дево. В 1851 году Корнелия вышла замуж за художника и фотографа Сэмюэля Монтегю Фассетта.
Затем она обучалась в Нью-Йорке у шотландского художника Дж. Б. Вандесфорда, который учил её рисовать миниатюры на слоновой кости. После этого Корнелия провела три года в Париже и Риме, обучаясь у Джузеппе Кастильоне, Анри Фантен-Латура и Ламберта Джозефа Мэтью. После пребывания в Чикаго, Фассетт и её муж переехали в Вашингтон, округ Колумбия, где она создавала успешные портреты видных государственных деятелей (среди них были Авраам Линкольн и Улисс Грант), а Сэмюэль был фотографом главного архитектора Министерства финансов. Групповой портрет членов Верховного суда США экспонировался в Филадельфии на Всемирной выставке 1876 года.
Умерла 4 января 1898 года в Вашингтоне и была похоронена на городском кладбище Rock Creek Cemetery.
После её смерти Washington Post описала Корнелию Фассетт как «одного из самых известных художников и портретистов в Соединённых Штатах».